# Achtburger
Die Achtburger waren im Mittelalter eine Gruppe nichtadliger Patrizier in der Stadt Basel. Ihr Name leitet sich davon her, dass diese Gruppe seit 1212 mit acht Vertretern im Rat der Stadt Basel vertreten war.
Die Achtburger waren zunächst Bankiers und Kaufleute, die sich durch Reichtum und wirtschaftlichen wie politischen Einfluss auszeichneten und von der gewerblich tätigen Restbevölkerung abhoben. Mit dem zunehmenden Einfluss der Zünfte seit dem 14. Jahrhundert veränderte sich die Stellung der Achtburger. Mit dem Eintritt der Zunftvertreter in den Rat der Stadt stiegen die Achtburger auf, die schon wesentlich länger dem Rat angehört hatten. Sie bildeten nun einen Teil des Patriziats, dem zuvor nur Adlige angehört hatten. Die Achtburger bezeichneten sich nun selbst als Junker. Gleichzeitig begann die Gruppe der Achtburger, sich politisch aufzuspalten: Teile sympathisierten mit dem an Österreich orientierten Adel, andere orientierten sich an den Zünften, die in der Stadt zusehends mächtiger wurden.
Der Aufstieg ins Achtburgertum war an ein Vermögen gekoppelt, das ein standesgemässes Leben ermöglichte. Ausserdem musste ein Achtburger von einer der drei patrizischen Trinkstuben aufgenommen werden, die unter dem gemeinsamen Begriff hohe Stube firmierten. Dazu zählten die Gesellschaftsstube zum Brunnen am Petersberg 1 (erworben vor 1411, abgebrochen 1937), die Gesellschaftsstube zum Seufzen in der Stadthausgasse (auch ze der núwen bruggen, erworben vor 1367, abgebrochen 1915) und die Gesellschaftsstube zur Mücke am Schlüsselberg (erworben vor 1374, neu gebaut 1545, von 1661 bis 1849 Sitz der öffentlichen Bibliothek und der Amerbachschen Sammlungen).
Nach der Abschaffung der patrizischen Privilegien im Jahr 1515 und der Reformation wanderten die meisten noch katholischen Achtburger und Adligen aus. 1521 wurden die Sitze der Patrizier im Rat von zwölf auf zwei verringert. Der letzte Achtburger gehörte dem Rat bis 1545 an. Die beiden patrizischen Ratssitze blieben von da an unbesetzt, auch wenn sie förmlich nicht abgeschafft wurden.
Keines der Geschlechter der ehemaligen Achtburger ist heute noch in Basel ansässig.